# USS LST-229
O USS LST-229 foi um navio de guerra norte-americano da classe LST que operou durante a Segunda Guerra Mundial.